# Есперантологія

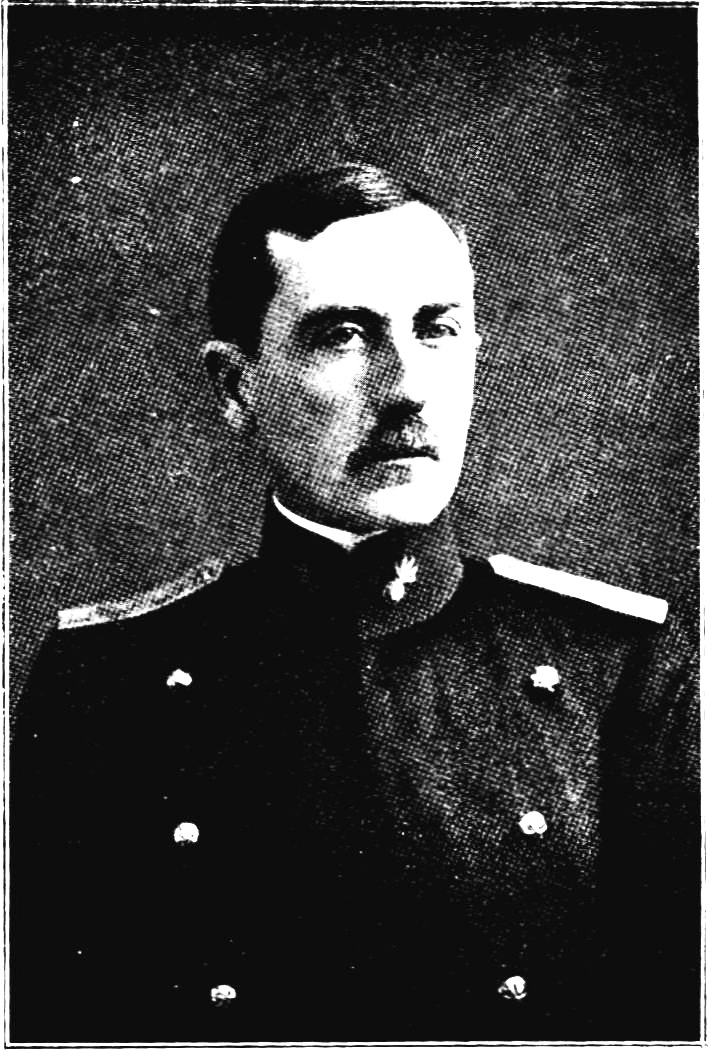
Рене де Соссюр — основоположник есперантології

Есперантологія, також есперантознавство (есп. Esperantologio) — інтерлінгвістична наукова теорія, яка приділяє увагу загальним принципам побудови та функціонування мови есперанто, а також її окремим проблемам, зокрема лексикології, словотворенню, стилістиці, транскрипції. На думку багатьох дослідників, есперантологія вивчає не тільки розвиток і функціонування мови есперанто, а й також різні сфери її застосування, в тому числі на стику з іншими дисциплінами, як-то психологією, соціологією тощо.
Основоположником есперантологіі як окремої наукової дисципліни вважається французький лінгвіст Рене де Соссюр.

## Історія
Перша згадка терміна «есперантологія» сягає 1911 року — саме під такою назвою в есперанто-журналі «Orienta Stelo» було опубліковано статтю японського есперантиста Осака Кендзі.
У широкий вжиток термін увійшов дещо пізніше завдяки зусиллям німецького термінознавця Ойгена Вюстера, який повторно запропонував цю назву в одній зі своїх статей, опублікованій в 1921 році в періодичному виданні «Esperanto Triumfonta». Нерідко саме Вюстер згадується як творець цього терміна.
У 1955 році Вюстер розповів про історію виникнення цього поняття в статті «La terminoj esperantologio kaj interlingvistiko». Він розумів есперантологію як «частину синтетичної лінгвістики» (при цьому під синтетичною лінгвістикою він розумів відносно новий тоді різновид лінгвістики).

## Школи есперантології
Найвідоміші школи есперантології:
- Будапештська школа есперантології.

Школа, основу якої заклав Іштван Сердахеї — професор кафедри есперантології на філологічному факультеті Будапештського університету імені Лоранда Етвеша. Після смерті Сардахеї його вчення продовжили досліджувати учні, зокрема відомі з них захистили дисертації з есперантології.
- Познанська школа есперантології.

Після смерті Сердахеї школу очолила його учениця Ілона Кутні, яка в кінці 1990-х років переїхала до Польщі, де організувала інтерлінгвістичні курси при університеті імені Адама Міцкевича (Познань).
- Російська школа есперантології.

Продовжує традиції радянської школи, засновником якої можна вважати Ернста Дрезена — автора наукової праці «Історія всесвітньої мови», перше видання якої (російською мовою) вийшло у 1927 році, а третє — в 1991) та видатного радянського лінгвіста Євгена Бокарьова, який заснував окрему комісію з інтерлінгвістики при Академії наук СРСР. Сучасним послідовником радянського вчення вважається сучасний російський дослідник мови есперанто Олександр Мельников (Ростов-на-Дону), який після захисту докторської дисертації на матеріалі есперанто опублікував монографію «Лінгвокультурологічні аспекти планових міжнародних мов (на тлі етнічних)».
- Тартуська школа есперантології.

У Тартуському університеті есперантологією та інтерлінгвістикою активно зацікавилися академік Пауль Арісте, який протягом декількох років видав серію наукових статей у збірнику «Interlinguistica Tartuensis», та професор цього ж університету, славіст та інтерлінгвіст Олександр Дуліченко — автор наукових монографій та навчальних посібників, присвячених інтерлінгвістиці та есперантології.

### Есперантологи
| Есперантолог        | |
| ------------------- | --- |
| Віра Франк          | викладач Падерборнського університету, автор публікацій з інтерлінгвістики та есперантології, в тому числі — підручника з інтерлінгвістики                                                                 |
| Детлев Бланке       | провідний есперантолог кінця XX — початку XXI століття, засновник і керівник німецького інтерлінгвістічного суспільства «Gesellschaft für Interlinguistik», професор Університету імені Гумбольдта         |
| Євген Бокарьов      | радянський лінгвіст та есперантолог, автор російсько-есперантського та есперанто-російського словників |
| Володимир Варанкін  | радянський есперантолог, автор низки статей про есперанто і книги «Teorio de Esperanto» |
| Гастон Варенг'єн    | французький есперантолог, граматик і лексикограф, головний редактор «Повного ілюстрованого словника есперанто», співавтор «Повної аналітичної граматики есперанто»                                         |
| Бертіло Веннергрен  | шведський есперантолог, член Академії есперанто, автор граматики есперанто «Plena manlibro pri Esperanta gramatiko»                                                                                        |
| Еббе Волберг        | шведський філолог та есперантолог, автор чотиритомного етимологічного словника есперанто |
| Ойген Вюстер        | німецький есперантолог, видатний термінознавець |
| Олександр Дуліченко | славіст та інтерлінгвіст, автор низки статей і декількох монографій з інтерлінгвістики та есперантології                                                                                                   |
| Мішель Дюк Гоніназ  | французький славіст та есперантолог, головний редактор «Нового повного ілюстрованого словника есперанто»                                                                                                   |
| Магомет Ісаєв       | радянський іраніст та есперантолог, керівник аспірантури з інтерлінгвістічної тематики при Інституті мовознавства АН СРСР                                                                                  |
| Кальман Калочаї     | видатний поет і перекладач, автор численних статей з граматики та стилістики есперанто, теоретик, співавтор «Повної аналітичної граматики есперанто»                                                       |
| Борис Колкер        | радянський і російський есперантолог, дослідник впливу російської мови на становлення і розвиток есперанто                                                                                                 |
| Олександр Корженков | російський дослідник історії та особливостей есперанто, біограф Людвіка Заменгофа, видавець |
| Ренато Корсетті     | італійський лінгвіст, професор психолінгвістики Римського університету ла Сап'єнца, автор низки публікацій про мовну політику, білінгвізм, психопедагогіку та використанні есперанто як другої рідної мови |
| Сергій Кузнєцов     | російський лінгвіст, автор низки публікацій і декількох монографій з інтерлінгвістики та есперантології |
| Ілона Кутна         | угорська і польська дослідниця есперанто, керівник інтерлінгвістічних курсів при університеті імені Адама Міцкевича                                                                                        |
| Йоукі Ліндстедт     | фінський славіст та есперантолог, дослідник проблематики використання есперанто «з народження» |
| Пауль Неергорд      | данський есперантолог, головний редактор журналу «Есперантологія» (1949—1961) |
| Клод Пірон          | швейцарський лінгвіст та психолог, автор низки публікацій і книг про розвиток есперанто, її виразних можливостей                                                                                           |
| Сергій Покровський  | російський есперантолог, член Академії есперанто |
| Іштван Сердахеї     | угорський лінгвіст та есперантолог, засновник і керівник кафедри есперантології Будапештського університету                                                                                                |
| Рене де Соссюр      | швейцарський лінгвіст та есперантолог, основоположник есперантології як науки, автор теорії словотворення есперанто                                                                                        |
| Джон Веллс          | британський лінгвіст, професор фонетики, автор книги «Лінгвістичні аспекти есперанто» |
| Райнгард Гаупенталь | німецький лінгвіст, есперантолог і волапюколог |
| Андре Шерпійо       | французький есперантолог та інтерлінгвіст, автор численних публікацій про есперанто і волапюк, автор «Короткого етимологічного словника есперанто»                                                         |
| Вім Янсен           | нідерландський інтерлінгвіст та есперантолог, завідувач кафедри інтерлінгвістики та есперантології Амстердамського університету                                                                            |

## Організації та періодика
Провідну роль в розвиткові есперанто та есперантології відводять Академії есперанто (результати її досліджень публікуються у формі так званих «Рішень і рекомендацій Академії») та есперанто-бібліотекам, які містять значну кількість матеріалів з есперантології. Найвідомішими з бібліотек є Бібліотека імені Гектора Годлера (яка розташовується в центральному офісі Всесвітньої асоціації есперанто в Роттердамі і зберігає близько 30000 одиниць матеріалів з есперанто) та Міжнародний музей-бібліотека есперанто — підрозділ Австрійської національної бібліотеки.
Першим журналом, який містив певні дослідження з есперантології, вважається японський часопис «Esperantologio», який виходив у 1930-1931 роках (вийшло тільки три номери).
Першим спеціалізованим науковим виданням з есперантології заведено вважати німецький журнал «Lingva Kritiko», який виходив у Кельні з лютого 1932 року по березень 1935 року (вийшло 28 випусків зі 162 статтями). Згодом видання було припинено з огляду на економічні та політичні труднощі, які зазнала тогочасна Німеччина.
У 1949-1961 роках під редакцією данського есперантолога Пауля Неергорда виходив журнал «Esperantologio» (було опубліковано 6 номерів, загальна кількість сторінок склало 424).
У 1976—1977 роках в Будапешті було видано три номери журналу «Esperantologiaj Kajeroj».
На сьогодні при Упсальському університеті видається спеціалізований багатомовний журнал «Esperantologio / Esperanto Studies», а в Амстердамі — міжнародний науковий журнал «Language Problems and Language Planning», у якому постійно публікуються матеріали з інтерлінгвістики та есперантології.

## Галерея

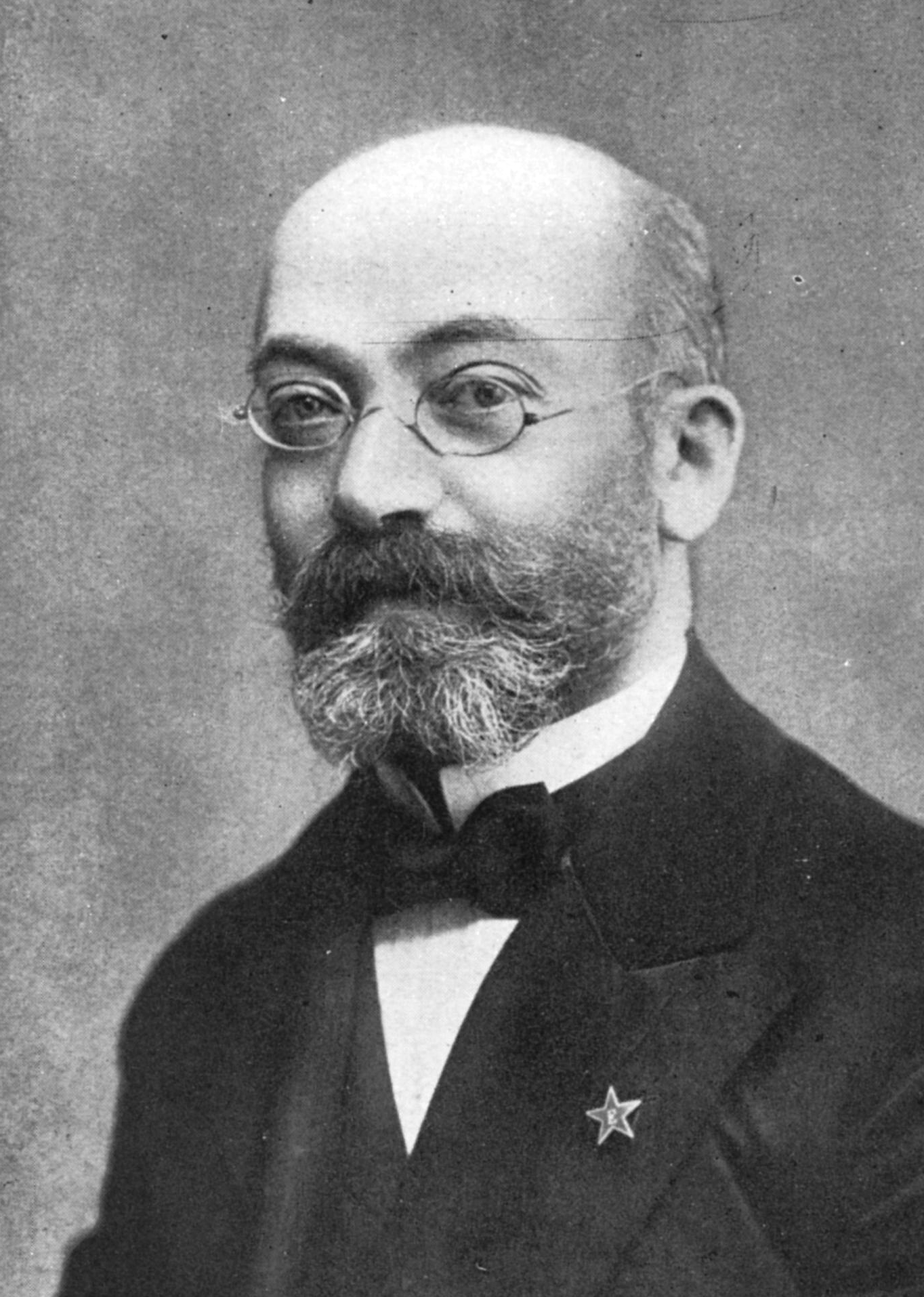
Людвік Заменгоф — творець мови есперанто
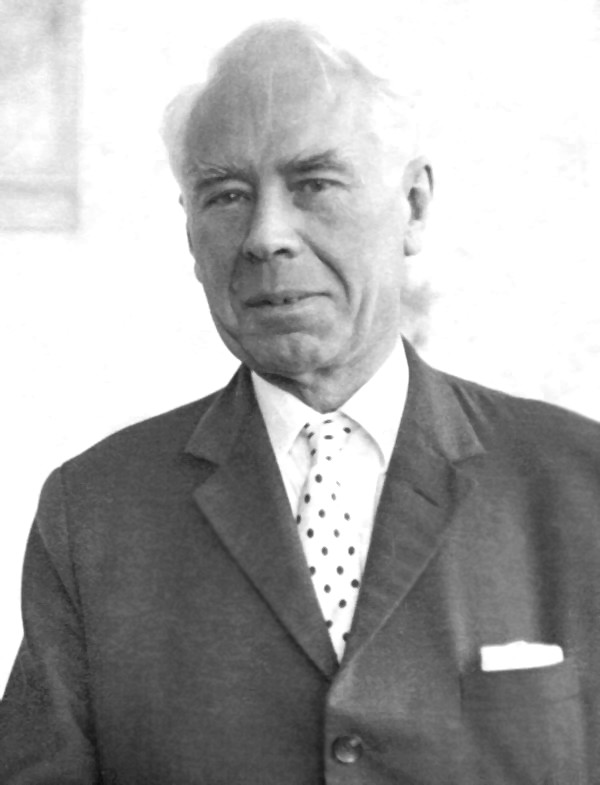
Ойген Вюстер — австрійський есперантолог
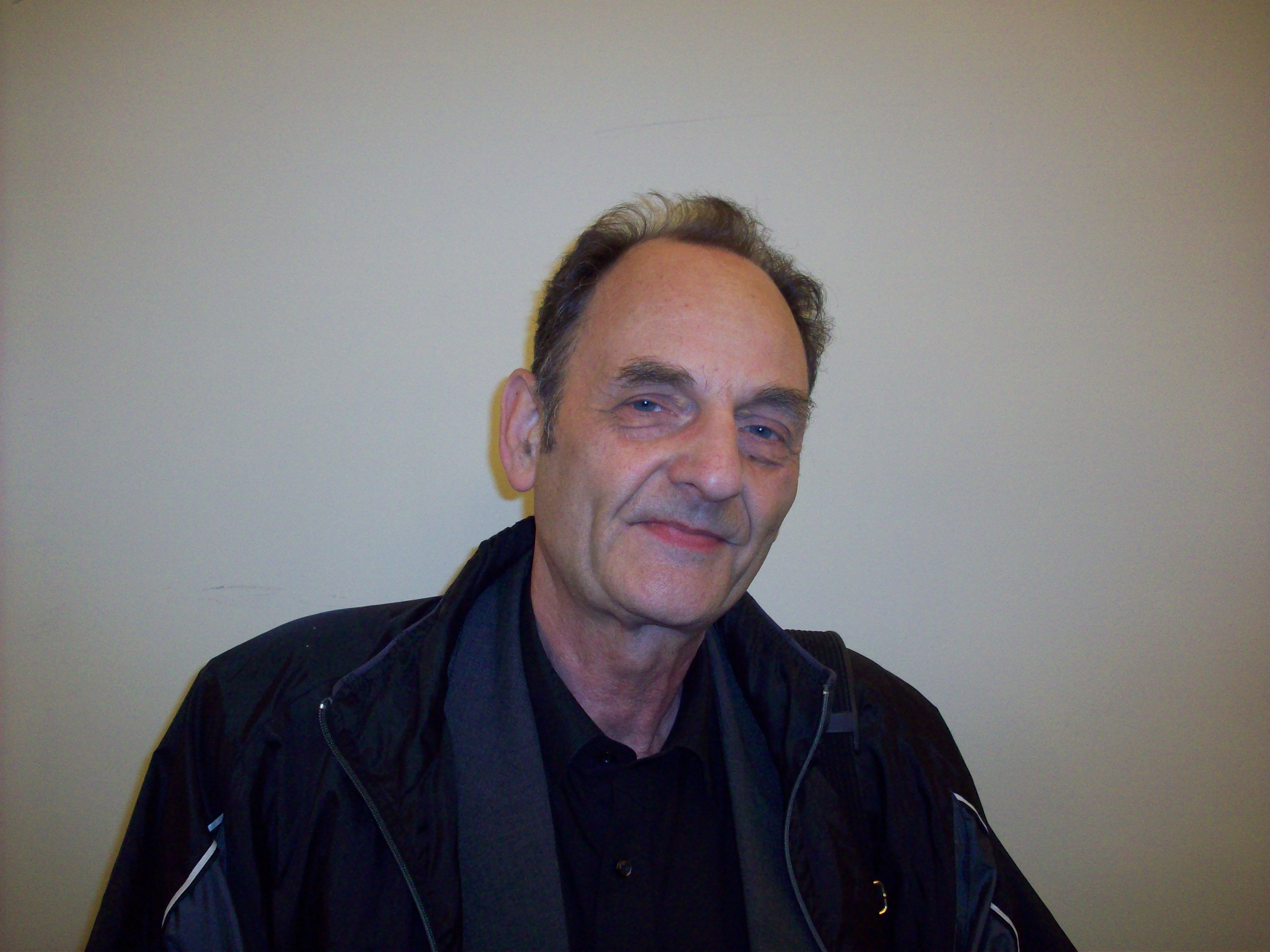
Детлев Бланке — німецький есперантолог
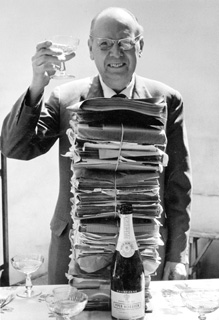
Гастон Варенг'єн — французький есперантолог
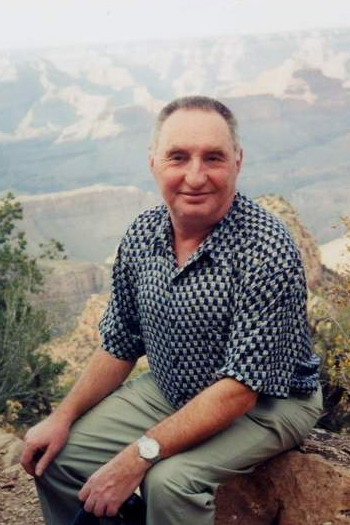
Борис Колкер — російський есперантолог